# 高橋留美子劇場
《高橋留美子劇場》，是日本漫畫家高橋留美子於小學館青年漫畫雜誌《Big Comic Original》不定期發表的短篇漫畫之系列名稱。

## 概要
本系列作品是高橋留美子從1987年發表的短篇開始，原本是每個月以前篇、後篇方式發表，後來才轉以每年會在連載其它作品期間定期發表一部。
2003年7月至9月，由東京電視台系列在深夜時段播出全13話的電視動畫（另外又稱做「第1系列」）。並於第1系列播出之後，以前僅有OVA的《人魚之森》跟著被製作成全11話的電視動畫，同樣在東京電視台的深夜時段播出，標題名稱叫做「高橋留美子劇場 人魚之森」（同樣被稱做第2系列）。
每一集的主角與要角配音員大多起用以前參加過高橋留美子作品動畫版的陣容。

## 出版書籍
每冊單行本各收錄6部短篇。最初發行的名稱為《高橋留美子傑作集》（高橋留美子傑作集），再版後改為《高橋留美子劇場》（高橋留美子劇場），第五冊又變回原標題。
1. 「P的悲劇 高橋留美子傑作集」 1994年1月29日發售、ISBN 978-4-09-184721-8
收錄作品：「P的悲劇」、「浪漫的商人」、「垃圾之家」、「盆栽中的秘密」、「百年之戀」、「L Size的幸福」
2. 「專務之犬 高橋留美子傑作集」 1999年5月29日發售、ISBN 978-4-09-184722-5
收錄作品：「專務之犬」、「迷失家庭F」、「只要有你在」、「起居室的LOVE SONG」、「老爸13歲」、「禮尚往來」
3. 「紅色花束 高橋留美子傑作集」2005年6月30日發售、ISBN 978-4-09-182795-1
收錄作品：「一天來回的美夢」、「老爸難為」、「婆媳的溫泉之旅」、「看護日誌」、「紅色花束」、「燙髮不倫戀」
4. 「命運之鳥 高橋留美子傑作集」 2011年7月15日發售、ISBN 978-4-09-183887-2
收錄作品：、
5. 「魔女與晚餐 高橋留美子傑作集」2019年9月18日發售、ISBN 978-4-09-860432-6
收錄作品：「魔女與晚餐」、「見不得人的事」、「怎麼不去死一死」、「不定形家庭」、「回春秘藥」、「我的小空」
6. 「鈔能力 高橋留美子傑作集」 2024年4月3日発行、ISBN 978-4-09-862671-7
收錄作品：「ふたりの家」、「きみはNo.1」、「嫌なランナー」、「昔の女」、「Sに捧ぐ」、「鈔能力」

中文版
1. 高橋留美子劇場 P的悲劇 2004年9月17日、EAN 471-0614-37176-7
2. 高橋留美子劇場 專務之犬 2004年10月19日、EAN 471-0614-37246-1
3. 高橋留美子劇場 紅色花束 2006年2月13日、EAN 471-7702-20040-4
4. 高橋留美子傑作集 命運之鳥 2012年9月21日、EAN 471-2966-35569-3
5. 高橋留美子傑作集 魔女與晚餐 2020年8月4日、ISBN 978-957-108-977-5
6. 高橋留美子傑作集 鈔能力 2025年3月21日、ISBN 978-626-403-610-8

## 未收錄作品
- （2018年）[1]
- （2018年）
- （2019年）
- （2020年）

## 出版書籍
| 日文書名                   | 中文書名                      | 小學館        | 小學館                 | 尖端出版               | 尖端出版               |
| 日文書名                   | 中文書名                      | 發售日期      | ISBN                   | 發售日期               | ISBN                   |
| -------------------------- | ----------------------------- | ------------- | ---------------------- | ---------------------- | ---------------------- |
|                            | 高橋留美子劇場 vol.1 P的悲劇  | 1994年1月29日 | ISBN 4-09-184721-8     | 2019年4月22日          | ISBN 978-626-302-125-9 |
|                            | 高橋留美子劇場 vol.2 專務之犬 | 1999年5月29日 | ISBN 4-09-184722-6     | 2020年6月5日           | ISBN 978-626-302-128-0 |
|                            | 高橋留美子劇場 vol.3 紅色花束 | 2005年6月30日 | ISBN 4-09-182795-0     | 2020年2月27日          | ISBN 978-626-302-130-3 |
| 高橋留美子傑作集：紅色花束 | 2018年6月1日                  | 2005年6月30日 | ISBN 4-09-182795-0     | ISBN 978-626-302-357-4 |                        |
|                            | 高橋留美子傑作集：命運之鳥    | 2011年7月15日 | ISBN 978-4-09-183887-2 | 2025年3月7日           | ISBN 471-770-229-764-0 |
|                            | 高橋留美子傑作集：魔女與晚餐  | 2019年9月18日 | ISBN 978-4-09-860432-6 | 2020年8月4日           | ISBN 978-957-108-977-5 |
|                            | 高橋留美子傑作集：鈔能力      | 2024年4月3日  | ISBN 978-4-09-862671-7 | 2025年3月21日          | ISBN 978-626-403-610-8 |

## 電視動畫
首播時間於2003年7月5日至同年9月27日、每週六深夜24時50分至25時20分（日本標準時間）。以「高橋留美子劇場（第1系列）」作為標題，在東京電視網播出，全13話。
另外，該動畫在故事中加入了原作沒出現的「在這集登場的角色會在其它集數中友情客串」等娛樂要素。
該動畫於東京電視網播畢之後，至今仍不定時在獨立局聯播網進行實質的再放送，2014年7月4日起在KBS京都的深夜時段、2015年3月30日起每週一在千葉電視台的晚間19時時段、2016年10月4日至12月27日每週二在SUN電視台的深夜24時時段，最近一次是在2018年2月2日至6月15日每週五在中京電視台（日本電視網）的深夜時段播出。
「第2系列」內容請參照高橋留美子劇場 人魚之森。

### 製作人員
- 導演：西森章
- 人物設定：、富永真理
- 設計工作：河村明夫（日语：河村明夫）
- 美術監督：大橋由佳、德田俊之
- 美術設定：泉寬
- 色彩設計：吉岡美幸、伊藤貴子
- 攝影監督：口哲治
- 剪輯：岡田輝滿
- 音響監督：浦上靖夫（日语：浦上靖夫）
- 音響效果：橫山正和（日语：横山正和）
- 音樂製作：AGENT-MR
- 音樂製作企劃：永岡昌憲（Prime direction）
- 文藝擔當：飯澤洋子
- 製作擔當：石山桂一
- 創意製作人：吉岡昌仁（日语：吉岡昌仁）
- 製作人：小林教子、西村政行
- 製作：東京電視台、TMS Entertainment

### 主題曲
片頭曲
作詞：，作曲：，編曲、主唱：speena
片尾曲
作詞、作曲：熊谷尚武，編曲：KUMACHI&原田末秋，主唱：KUMACHI

### 各話列表
| 話數 | 日文標題 | 中文標題          | 編劇     | 分鏡     | 演出     | 作畫監督 | 角色／配音員（日、港） | 首播日期      |
| ---- | -------- | ----------------- | -------- | -------- | -------- | -------- | --- | ------------- |
| 1    |          | P的悲劇           | 吉村元希 | 西森章   | 喜多幡徹 |          | 羽賀裕子：玉川紗己子、沈小蘭 筧太太：林原惠、黃麗芳 彼特〈企鵝〉：永澤菜教 羽賀浩太：南央美、林丹鳳 筧裕司：堀絢子、袁淑珍 裕子的丈夫：高木涉、馮錦堂 美津江：池澤春菜、梁少霞                                            | 2003年 7月5日 |
| 2    |          | 浪漫商人          | 笹野惠   | 西森章   | 吉村章   | 富永真理 | 綠：雪野五月、林元春 別當：山口勝平、鄺樹培 ：高山南、袁淑珍 ：八奈見乘兒、陳曙光 老紳士：秋元羊介、招世亮 老婦人：佐久間夏生、蔡惠萍 圭一：松本保典、林保全                                                              | 7月12日       |
| 3    |          | 老爸13歲          | 中瀨理香 | 河村明夫 | 河村明夫 | 河村明夫 | 古田年男：神谷明、張炳強 和子：杉山佳壽子、雷碧娜 稔：山口勝平、梁偉德 繪美理：雪野五月、林元春 | 7月19日       |
| 4    |          | 盆栽中的秘密      | 吉村元希 | 奧脇雅晴 | 池田重隆 | 日向正樹 | 淺川幸惠：林原惠、鄭麗麗 利根川：井上喜久子、蔡惠萍 利根川的義母：片岡富枝、區瑞華 利根川的丈夫：松本保典、陳欣 幸惠的丈夫：高木涉、陳欣                                                                                  | 7月26日       |
| 5    |          | 迷失家庭F         | 笹野惠   | 名村英敏 | 久城凜音 | 岩佐裕子 | 不破葉月：皆口裕子、梁少霞 葉月的父親：島田敏、梁志達 葉月的母親：幸田直子、黃鳳英 不破翔平：林原惠、雷碧娜 愛崎學長：山口勝平、鄺樹培 愛崎學長的女友：西原久美子、黃麗芳 女婆：愛河里花子、區瑞華 醫生：中嶋聰彥、盧國權 | 8月2日        |
| 6    |          | 只要有你在        | 中瀨理香 | 喜多幡徹 | 喜多幡徹 | 富永真理 | 堂本：大塚周夫、陳永信 亞恰拉：潘惠子、鄭麗麗 細田：矢田稔、盧國權 澄代：達依久子、雷碧娜 旁白：永井一郎、李錦綸 | 8月9日        |
| 7    |          | 百年之戀          | 吉村元希 | 大宅光子 | 村上將   | 河村明夫 | 星野理沙：江森浩子、黃鳳英 小泉：雪野五月、梁少霞 高根澤：松本保典、雷霆 伊達：高木涉、盧國權 | 8月16日       |
| 8    |          | 禮尚往來          | 笹野惠   | 西澤晉   | 後信治   | 本橋秀之 | 小鳩：雪野五月、陸惠玲 白鳥：富澤美智惠、鄭麗麗 鵜飼：、雷碧娜 鴨下：倉田雅世、黃鳳英 小九：高木涉、鄧榮銾 小孩：百百麻子、袁淑珍                                                                                         | 8月23日       |
| 9    |          | 起居室的LOVE SONG | 中瀨理香 | 吉村章   | 吉村章   |          | 田所：矢田耕司、陳曙光 牧子：山口奈奈、區瑞華 仁美：池澤春菜、曾佩儀 小田切：石田彰、黃榮璋 | 8月30日       |
| 10   |          | 垃圾之家          | 吉村元希 | 喜多幡徹 | 喜多幡徹 | 富永真理 | 廣岡律子：渡邊久美子、謝潔貞 廣岡良夫：松本保典、馮錦堂 部長：仲木隆司、張英才 部長夫人：一城美由希、區瑞華 | 9月6日        |
| 11   |          | 一天來回的夢      | 笹野惠   | 奧脇雅晴 | 村上將   | 富永真理 | 東雲：神谷明、張炳強 東雲的妻子：折笠愛、雷碧娜 ：大谷育江、沈小蘭 志摩：島本須美、梁少霞 ：白石冬美、林丹鳳 田嶋：中村大樹、招世亮 小田：丸田麻里、林元春 學生時代的級友：石田彰、梁偉德                                 | 9月13日       |
| 12   |          | L Size的幸福      | 中瀨理香 | 西森章   | 西森章   | 岩佐裕子 | 華子：高島雅羅、沈小蘭 加代子：京田尚子、林丹鳳 隆一：飛田展男、招世亮 座敷童：神代知衣 幼年時的隆一：百百麻子、沈小蘭 | 9月20日       |
| 13   |          | 專務之犬          | 吉村元希 | 西森章   | 吉村章   |          | 小暮松子：折笠愛、林元春 小暮祐二：子安武人、張炳強 莞奈：平野文、曾秀清 由布子：豐嶋真千子、林雅婷 甲介：丸田麻里、謝潔貞 祭田：加門良、招世亮 女士：真柴摩利、雷碧娜 豪華〈犬〉：高木涉                                 | 9月27日       |

### 播放電視台
| 翡翠台 星期日 00:20－01:20 11月28日 00:20－01:50          | 翡翠台 星期日 00:20－01:20 11月28日 00:20－01:50  | 翡翠台 星期日 00:20－01:20 11月28日 00:20－01:50 |
| --------------------------------------------------------- | ------------------------------------------------- | ------------------------------------------------ |
|                                                           | 高橋留美子動漫世界 （2004年10月24日－11月28日）   |                                                  |
| 高橋留美子劇場-人魚之森 （2004年9月19日－10月17日）       | 人生交叉點 （2005年1月9日－2月27日）              |                                                  |
| 翡翠台 星期日 01:15－02:15 1月28日暫停播映                |                                                   |                                                  |
| 高橋留美子劇場-人魚之森 重播 （2005年11月13日－12月18日） | 高橋留美子動漫世界 重播 （2006年1月8日－2月19日） | 魔法小神童加旋 重播 （2006年2月26日－8月27日）   |

## 電視劇
2012年7月8日和7月15日，於NHK BS Premium的「Premium Drama」時段，播出上下總共2集的電視劇，標題分別名為《紅色花束》和《命運之鳥》。
還有，每一集的故事架構都有重新調整，上集《紅色花束》是由「紅色花束」、「盆栽中的秘密」、「迷失家庭F」這3部短篇所組成。
而下集《命運之鳥》是由「命運之鳥」、「專務之犬」、「只要有你在」這3部短篇所組成。

### 演員
紅色花束
- 吉本一：小日向文世
- 吉本珠代：原田美枝子
- 海野奈津子：山田瑪利亞
- 利根川幸惠：片岡礼子
- 不破一郎：杉本哲太
- 不破葉月：吉永淳
- 鳥居秀司：村上淳

等

命運之鳥
- 鳥居秀司：村上淳
- 小暮聰美：水野美紀
- 康娜：井上和香
- 小暮惣一：桂吉彌
- 祭田勝：東幹久
- 堂本克己：綿引勝彥

等

### 製作人員
- 原作：高橋留美子
- 編劇：岡本國彥（日语：オカモト國ヒコ）
- 音樂：小林洋平（日语：小林洋平 (作編曲家、サックス奏者)）
- 製作著作：NHK大阪放送局

## 外部連結
- 動畫版《高橋留美子劇場》 （页面存档备份，存于） （日語）－TMS Entertainment作品官方網站。
- Rumiko No Sekai Rumic Theater Section （法文）
- 電視劇版《高橋留美子劇場》 （日語）－NHK劇場節目官方網站。
- Description on Furinkan.com （页面存档备份，存于） （英文）
- 高橋留美子劇場（漫畫）在動畫新聞網百科全書中的資料（英文） （英文）